# Giuseppe Maria Tomasi
Giuseppe Maria Tomasi (12. září 1649, Licata – 1. ledna 1713, Řím) byl italský římskokatolický kněz a kardinál.

## Život
Byl nejstarším synem Dona Giulia Tomasiho, vévody z Palmy a prince Lampedusi, a Rosalie Traina, baronky z Falconeri a z Torretty.
Jako dítě studoval španělský jazyk a přijal křesťanskou výchovu. Cítil že jeho osudem je se stát knězem a roku 1664 mu rodiče dovolili vstoupit k Theatinům. Dne 25. března 1666 se vzdal svého prvorozenství a dal jej do práv mladšího bratra Ferdinanda.
Studoval posvátné předměty a orientální jazyky. Jeho studia probíhaly v Messině, Ferraře, Modeně a v Římě; po studiích byl roku 1671 vysvěcen na jáhna. V následujícím roce se vrátil do sporu, kvůli smrti jeho mladšího bratra; v témže roce odešel do Palerma kde dokončil svá studia teologie a 23. prosince 1673 byl v Lateránské bazilice arcibiskupem Giacomem de Angelis vysvěcen na kněze. V generální kurii řádu v S. Silvestro di Monte Cavallo v Římě neměl žádnou funkci protože vše odmítl a chtěl se věnovat spíše zbožným věcem, jako bylo např. studium liturgických a posvátných textů. Později byl přijat do kruhu učenců knihovny královny Kristýny I. Švédské.
Během svého života publikoval několik děl o liturgii a posvátných vědách, aniž by zanedbával své náboženské povinnosti; mezi tyto práce patří například Liber sacramentorum romanae Aecclesiae ordinis anni circuli z roku 1680. Roku 1690 publikoval "Le Costituzioni" o benediktýnkách z kláštera Vergine Maria del Rosario di Palma. Roku 1747 byli všechny jeho spisy vydány v jedenácti svazcích.
Dne 18. května 1712 byl papežem Klementem XI. jmenován kardinálem. V této pozici však nezůstal velkou dobu protože zemřel na nemoc 1. ledna 1713. Pohřeb se konal v kostele Santi Silvestro e Martino ai Monti v jeho titulárním kostele. Roku 1971 bylo jeho tělo přemístěno do baziliky Theatinů Sant'Andrea della Valle pod boční oltář.
Blahořečen byl 29. září 1803 papežem Piem VIII. a svatořečen 12. října 1986 papežem sv. Janem Pavlem II.